# Kabinett Adrian Hasler II
Das Kabinett Adrian Hasler II war die von 30. März 2017 bis 25. März 2021 war die 37. Regierung des Fürstentums Liechtenstein unter Vorsitz von Adrian Hasler in seiner zweiten Amtszeit als Regierungschef.
Nach der Landtagswahl am 5. Februar 2017 bildeten die Fortschrittliche Bürgerpartei (FBP) und die Vaterländische Union (VU) eine Koalitionsregierung, die im Landtag des Fürstentums Liechtenstein zusammen 17 der insgesamt 25 Sitze einnahm.
Für nach dem 18. März 1965 gebildete Regierungen gilt gemäss Artikel 79 der Verfassung des Fürstentums Liechtenstein, dass sie stets fünfköpfige Kollegialregierungen sind, bestehend aus einem Regierungschef als primus inter pares und vier Regierungsräten, von denen einer zum Regierungschef-Stellvertreter bestimmt wird. Aus jeder der beiden Landschaften Oberland und Unterland müssen wenigstens zwei Regierungsmitglieder kommen. Ernannt und entlassen werden sie vom Landesfürsten, die reguläre Amtsperiode beträgt vier Jahre.
Die Ernennung und Entlassung des Kabinetts Adrian Hasler II erfolgte durch Erbprinz Alois, der seit dem 16. August 2004 als Prinzregent für den Landesfürsten Hans-Adam II. fungiert.

## Kabinettsmitglieder
| Ressort                             | Bild | Name                                    | Partei                           | Partei    | Stellvertreter                   | Partei | Partei |
| ----------------------------------- | --- | --------------------------------------- | -------------------------------- | --------- | -------------------------------- | ------ | ------ |
| Regierungschef                      | | Adrian Hasler                           |                                  | FBP       | Patrik Oehri                     |        | FBP    |
| Präsidiales und Finanzen            | | Adrian Hasler                           |                                  | FBP       | Patrik Oehri                     |        | FBP    |
| Regierungschef-Stellvertreter       | | Daniel Risch                            |                                  | VU        | Renate Feger                     |        | VU     |
| Infrastruktur, Wirtschaft und Sport | | Daniel Risch                            |                                  | VU        | Renate Feger                     |        | VU     |
| Gesellschaft                        | | Mauro Pedrazzini                        |                                  | FBP       | Carmen Zanghellini-Pfeiffer      |        | FBP    |
| Inneres, Bildung und Umwelt         | | Dominique Hasler                        |                                  | VU        | Dietmar Lampert                  |        | VU     |
| Äusseres, Justiz und Kultur         | | Aurelia Frick bis 2. Juli 2019          |                                  | FBP       | Manuel Frick bis 1. Februar 2020 |        | FBP    |
| Äusseres, Justiz und Kultur         | | Katrin Eggenberger ab 11. November 2020 | Siegbert Lampert ab 9. März 2020 | FBP       |                                  |        | FBP    |
| Regierungssekretär                  | Bild gesucht Der Benutzer Förkle ( Plauderstube ) • JWP wünscht sich an dieser Stelle ein Bild. Falls du dabei helfen möchtest, erklärt die Anleitung , wie das geht. | Horst Schädler                          |                                  | parteilos |                                  |        |        |
| Leiter der Regierungskanzlei        | Bild gesucht Der Benutzer Förkle ( Plauderstube ) • JWP wünscht sich an dieser Stelle ein Bild. Falls du dabei helfen möchtest, erklärt die Anleitung , wie das geht. | Horst Schädler                          |                                  | parteilos |                                  |        |        |